# Chino Risas
Alcy Clyde Nivin Pacheco (Comas, 20 de noviembre de 1974), conocido por su nombre artístico Chino Risas, es un comediante e imitador peruano. Saltó a la popularidad por su faceta de cómico ambulante, en el cual llegaría a participar en los programas de la televisión peruana.Dentro de sus trabajos artísticos, se destacó en el espacio cómico semanal Jirón del humor del canal Latina Televisión.

## Primeros años
Alcy Clyde Nivin Pacheco nació el 20 de noviembre de 1974 en la capital peruana Lima, proveniente de una familia de clase baja.[cita requerida] En sus primeros años, vivió con sus padres y hermanos en el distrito de Carabayllo con pocas comodidades. Realizó sus estudios escolares en el Colegio José María Arguedas.[cita requerida]

## Trayectoria

### Inicios
A los 14 años, Nivin empezó a trabajar en el circo de su zona, inicialmente como aguatero para colaborar con la economía familiar. Pero fue en el año 1992, cuando inicia su carrera artística como artista de circo, participando en diferentes espectáculos como payaso, faquir y malabarista.

### Cómico ambulante
Debido a su trabajo como artista de circo, comenzaría su interés por la comedia, al recibir una propuesta de los cómicos ambulantes, un colectivo de humoristas del Perú, quienes se estaban presentando en su espectáculo en 1999, la cual finalmente aceptó. Debido a ello, se presentó en el casting para lanzar un nuevo programa humorístico en la televisora local ATV bajo el nombre de Los cómicos de la calle en el año 2000. En el dicho proyecto, fue parte del reparto principal y compartió secuencias al lado de otros cómicos como Ubaldo Huamán «El cholo Cirilo» y el fallecido Marco Alfredo Vidal «El poeta de la calle», grabándose en el Parque Universitario.[cita requerida] Anteriormente, trabajó en el Emporio Comercial de Gamarra.
En el año 2003 se traslada a la Alameda Chabuca Granda como el nuevo foco principal de su desarrollo artístico, pero esta vez en solitario.[cita requerida] Más tarde, formó el grupo cómico Los Chiflados del Humor junto a los comediantes «Koki» Santa Cruz y Petter Vásquez «Shagui» bajo el simple nombre artístico del «Chino» allá por 2005. Tuvo una breve participación en el programa concurso Habacilar como uno de los participantes de la secuencia «90 segundos de risa» el año 2008.
No era hasta inicios de los años 2010, cuando Nivin firmaría para la productora Snayder Producciones en la elaboración de sus videos DVD, donde realiza sus actos cómicos y renombró su antiguo nombre artístico a la actual como el «Chino Risas» en 2013.
Posteriormente, retomó su faceta en la televisión allá por 2014 participando esporádicamente en los reportajes del programa nocturno Al sexto día y al año siguiente, lanzar su programa web por la plataforma YouTube al lado de su elenco «Chino Risas y los Especiales» conformado por Ricardo Ibarra «Gordita Sexy», Luis Alberto Muñoz «el Mostrito de la Risa», Marco Stefano «Lucky», Miguel Palco «Miguelito Drums», Neyser Usado «Marcianito» y Juan Salvatierra «el cholo Juan». Además, Nivin concursó en el programa de parodias Los reyes del playback en el año 2019 y fue invitado a los programas humorísticos del reconocido cómico peruano Jorge Benavides como El wasap de JB. En el año 2014, formó su propio show bajo el nombre de El circo del Chino Risas en el distrito de El Agustino. Además, comenzó a realizar actividades en el anfiteatro del Parque de la Exposición a partir de enero de 2023.

### Jirón del humor
En febrero de 2023, fue anunciado como parte del programa cómico Jirón del humor por el canal Latina Televisióny fue estrenado en abril de ese año, protagonizando junto a José Luis Cachay, Michael «Pato» Ovalle, Dorita Orbegoso, Luis Campos «Jhonny Carpincho», Yerson Espinoza «Chanchito Jr.» y su elenco Los Especialeshasta su cancelación en octubre de ese año por baja audiencia. Durante su estadía, Nivin caracterizó los personajes del «Guapo» en la secuencia El guapo del barrio,[cita requerida] «el Clon de la Bibi» en La tóxica y la China en China en acción.Obtuvo críticas por su estilo cómico en la televisión, en el cual no genera expectativas como lo que hace en su trabajo a diario en la calle.[cita requerida] Además de ello, contó con Rodolfo Carrión para la dirección artística de la comedia.
Previo a ello, ese año prestó su presencia para el programa cómico web La casa de la comedia y fue invitado del late show peruano Noche de patas.

## Créditos

### Televisión
| Año  | Título                  | Papel                                              | Notas                   | Ref.             |
| ---- | ----------------------- | -------------------------------------------------- | ----------------------- | ---------------- |
| 2000 | Los cómicos de la calle | Comediante                                         | ATV                     | [cita requerida] |
| 2008 | Habacilar               | Participante de la secuencia «90 segundos de risa» | América Televisión      | [ 8 ]            |
| 2014 | Al sexto día            | Comediante y colaborador                           | Panamericana Televisión | [ 26 ]           |
| 2018 | Al sexto día            | Comediante y colaborador                           | Panamericana Televisión | [cita requerida] |
| 2019 | Al sexto día            | Entrevistado                                       | Panamericana Televisión | [ 27 ]           |
| 2023 | Al sexto día            | Comediante y colaborador                           | Panamericana Televisión | [ 9 ]            |
| 2018 | El wasap de JB          | Comediante invitado                                | Latina Televisión       | [ 12 ]           |
| 2019 | Los reyes del playback  | Participante (Eliminado)                           | Latina Televisión       | [ 11 ]           |
| 2022 | JB en ATV               | Comediante invitado                                | ATV                     | [cita requerida] |
| 2023 | Noche de patas          | Invitado especial                                  | No Somos TV (YouTube)   | [ 25 ]           |
| 2023 | Jirón del humor         | Comediante y actor cómico                          | Latina Televisión       | [ 28 ]           |
| 2025 | ¡Pónte en la cola!      | Reportero                                          | Latina Televisión       | [cita requerida] |

### YouTube
| Año        | Título                | Papel                    | Ref.             |
| ---------- | --------------------- | ------------------------ | ---------------- |
| desde 2015 | El Chino Risas        | Comediante y presentador | [cita requerida] |
| 2023       | La casa de la comedia | Comediante               | [ 23 ]           |
| 2023       | El club de la comedia | Comediante               | [cita requerida] |